# The Hawk's Trail
The Hawk's Trail é um seriado estadunidense de 1919, no gênero suspense, dirigido por W. S. Van Dyke, em 15 capítulos, estrelado por King Baggot e Grace Darmond. Foi produzido pela Burston Films, distribuído pela W. H. Productions Company, e veiculou nos cinemas estadunidenses de 13 de dezembro de 1919 a 20 de março de 1920.
Este seriado é considerado perdido.

## Elenco

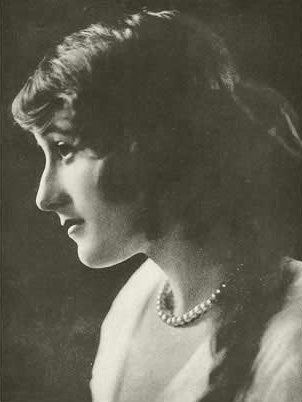
Grace Darmond, atriz de The Hawks Trail

- King Baggot - Sheldon Steele / The Hawk
- Grace Darmond - Claire Drake
- Rhea Mitchell - Jean Drake
- Harry Lorraine - Iron Dugan / Stephen Drake
- Fred Windemere - Bob Dugan
- Stanton Heck - Bull Cruze
- George Siegmann - Quang Goo Hai
- Alfred Hollingsworth
- Carmen Phillips - Mimi
- Nigel De Brulier
- Edna Robinson - Tina Torelli
- Carl Stockdale
- William White (creditado Billy White)
- Arthur Belasco
- Leo White
- Sylvia Jocelyn

## Capítulos
1. False Faces
2. The Superman
3. Yellow Shadows
4. Stained Hands
5. House of Fear
6. Room Above
7. The Bargain
8. The Phantom Melody
9. The Lure
10. The Swoop
11. One Fatal Step
12. Tides That Tell
13. Face to Face
14. The Substitute
15. The Showdown